# Calamagrostis koelerioides
Calamagrostis koelerioides es una especie de hierba de la familia Poaceae. Es originaria de Norteamérica.

## Descripción
Es una hierba perenne en manojos que forma mechones de hasta aproximadamente 1 metro  de alto. La inflorescencia es un conjunto denso de espiguillas con las ramas individuales agrupadas en paralelo a lo largo del tallo. Cada espiguilla es de unos 0,5 centímetros de largo y tiene una arista rígida, doblado o retorcida.

## Distribución y hábitat
Es originaria del noroeste del Pacífico de los Estados Unidos, con una distribución que se extiende al este de Wyoming y el sur de California, donde se puede encontrar en muchos tipos de hábitat.

## Taxonomía
Calamagrostis koelerioides fue descrita por George Vasey  y publicado en Botanical Gazette 16(5): 147. 1891.
Etimología
Ver: Calamagrostis
koelerioides: epíteto latino compuesto que significa "similar a Koeleria".
Sinonimia
- Calamagrostis densa Vasey
- Calamagrostis koelerioides var. densa (Vasey) Beal
- Calamagrostis vilfiformis Kearney[2][3]